# لولوبة نجيلية
لولوبة نجيلية (الاسم العلمي:Spiranthes graminea) هي نوع من النباتات يتبع جنس اللولوبة من الفصيلة السحلبية.